# Dekanat Łęknica
Dekanat Łęknica – jeden z 30 dekanatów należący do diecezji zielonogórsko-gorzowskiej, metropolii szczecińsko-kamieńskiej, Kościoła rzymskokatolickiego w Polsce.

## Władze dekanatu
- Dziekan: ks. Leszek Białuga
- Wicedziekan: ks. Roman Litwińczuk
- Dekanalny ojciec duchowny: ks. Jerzy Kot CM
- Dekanalny duszpasterz młodzieży i powołań: ks. Hubert Relich

## Parafie
- Gozdnica - Parafia pw. św. Wawrzyńca

Lipna Łużycka – Kościół filialny pw. św. Katarzyny
Gozdnica  – Kaplica  katechetyczna
- Grotów - Parafia pw. Narodzenia Najświętszej Maryi Panny

Bogumiłów – Kościół filialny pw. Niepokalanego Poczęcia Najświętszej Maryi Panny
Strzeszowice – Kościół filialny pw. Najświętszego Serca Pana Jezusa
- Łęknica  - Parafia pw. św. Barbary

Nowe Czaple – Kościół filialny pw. Matki Bożej Bolesnej
- Niwica  - Parafia pw. Trójcy Świętej

Dąbrowa Łużycka – Kaplica  Matki Bożej Częstochowskiej
- Przewóz  - Parafia pw. Niepokalanego Poczęcia Najświętszej Maryi Panny

Sobolice – Kościół filialny pw. Najświętszego Serca Pana Jezusa
Straszów – Kaplica  Podwyższenia Krzyża Świętego
- Trzebiel  - Parafia pw. Matki Bożej Królowej Polski
- Tuplice - Parafia pw. Chrystusa Króla

Dębinka – Kościół filialny pw. Podwyższenia Krzyża Świętego
Nowa Rola – Kościół filialny pw. Najświętszej Maryi Panny Królowej Polski
Chełmica – Kaplica  w dawnym budynku remizy strażackiej
Drzeniów – Kaplica  katechetyczna
- Żarki Wielkie  - Parafia pw. Matki Bożej Różańcowej